# Anne-Catherine Martenet
Anne-Catherine Martenet (* 23. März 1930 in Lausanne; † 23. Mai 2015 in Zürich) war eine Schweizer Ophthalmologin und eine der ersten Professorinnen für Medizin an der Universität Zürich.

## Leben
Die Eltern von Anne-Catherine Martenet stammten aus dem Kanton Neuenburg. Martenets Onkel mütterlicherseits war der Maler Edmond Bille. Die ersten Lebensjahre verbrachte sie in Paris. Die Familie kehrte wegen des Zweiten Weltkriegs 1940 in die Schweiz zurück. 1961 wurde der Vater Maurice Martenet Professor für Metallurgie an der EPFL.
Martenet besuchte in Vevey und Lausanne das Gymnasium und studierte an der Universität Lausanne Medizin. 1955 machte sie das Staatsexamen. Nach zwei Jahren Ausbildung am Bezirksspital in Moutier und am Stadtspital in Neuenburg begann sie 1957 ihre Ausbildung zur Augenärztin am Universitätsspital Zürich, zuerst unter Marc Amsler, ab 1961 unter Rudolf Witmer. Im selben Jahr promovierte sie mit einer Dissertation über Augenunfälle bei Kindern. 1964 wurde sie Oberärztin in Zürich und konnte bald darauf einen einjährigen Forschungsaufenthalt am UCSF Medical Center in San Francisco absolvieren. Dort arbeitete sie experimentell zur Herpes-simplex-Uveitis.
1970 habilitierte sie sich als erste Frau im Fach Augenheilkunde an der Universität Zürich mit einer Arbeit über Virus et uvéites. Sie erhielt dafür den Alfred-Vogt-Preis. 1974 wurde sie zur Leitenden Ärztin der Augenpoliklinik des Universitätsspitals Zürich ernannt. 1976 wurde Anne-Catherine Martenet zur Titularprofessorin ernannt. Sie war damit eine der ersten Professorinnen für Medizin an der Universität Zürich und zusammen mit der Anästhesistin Ruth Gattiker die erste, die experimentell und klinisch tätig war und eine akademische Karriere machte. 1994 wurde sie emeritiert. Von 1988 bis 1990 war sie als erste Frau Präsidentin der Schweizerischen Ophthalmologischen Gesellschaft. Ausserdem war sie langjährige Präsidentin des Schweizerischen Fonds zur Verhütung und Bekämpfung der Blindheit.

## Forschungsschwerpunkte
Martenets Forschungsfeld war die Uveitis, die entzündliche Erkrankung der Aderhaut, welche damals noch zu den häufigsten Erblindungsursachen gehörte. 1978 war sie Mitbegründerin der «International Uveitis Study Group». 1988 gründete sie die «Schweizerische Gruppe für das Studium der Uveitis». Damit trug sie wesentlich zum besseren Verständnis der Krankheit, ihrer Diagnose und Behandlung bei. Wegleitend wurden ihre Arbeiten zur cytostatischen Therapie der schweren rheumatoiden Uveitis im Kindesalter. Sie verfasste neben rund 150 wissenschaftlichen Texten auch bevorzugt Beiträge, welche die Entwicklungen der Augenheilkunde einem breiteren Publikum näherbrachten.

## Auszeichnungen
- Alfred-Vogt-Preis, 1973
- Ehrenmitgliedschaft der Schweizerischen Ophthalmologischen Gesellschaft
- Ehrenmitgliedschaft der Société Française d’Ophtalmologie

## Veröffentlichungen (Auswahl)
- Les accidents occulaires chez les enfants. Dissertation. Zürich 1961.
- Herpes simplex uveitis. An experimental study. In: Arch Ophthalmol. Band 76, 1966, S. 858–865.
- L’Uvéite hérpetique peut-elle ètre une réaction antigène-anticorps? In: Acta XX Conc. Ophthalmol Int München. 1966, S. 340–343.
- Virus et uvéites. Doin, Paris 1971.
- Antibodies to Uvea in the Eye. In: Ophthalm Res. Band 9, 1977, S. 106–111.
- Die Uveitis. In: Deutsches Aerzteblatt. Band 91, 13. Mai 1994, S. A 1372-A 1377.
- F. Verrey, R. Witmer: Influence d’un nouveau cytostatique dérivé de la méthylhydracine sur l’uvéite expérimentale du lapin. In: Ophthalmologica. Band 150, 1969, S. 97–106.
- Immunosuppressive therapy of uveitis: mid and long term follow-up after classical cytostatic treatment. In: M. Usui, S. Ohno, K. Aoki (Hrsg.): Ocular immunology today. Elsevier sc publ, 1990, S. 442–446.
- Thérapeutique de l’uvéite infantile dans l’arthriterheumatoide juvenile. Atti giorn, sull’interessamento ocular nei rheumatism chronici infantile. Boots–Formenti, Milano 1984, S. 77–84.
- Unusual ocular lesions in AIDS. In: International Ophthalmology. Band 14, 1990, S. 359–363.
- Uveitis Forschung 1963–1993. In: Klin Mbl Augenheilkd. Band 205, 1994, S. 3–13.